# Pandora Media
Pandora Media ist ein US-amerikanisches Internetunternehmen, das das gleichnamige Internetradio betreibt.

## Börsengang
Das Unternehmen, das bis dahin noch keinen Gewinn gemacht hatte, ging am 15. Juni 2011 an die Börse. Der Ausgabekurs der Aktie betrug 16 US-Dollar, stieg am Ausgabetag auf bis zu 26 US-Dollar, fiel am Folgetag und notierte nach zwei Tagen unter dem Ausgabekurs. Nach einem zwischenzeitlichen Hoch von 37 US-Dollar im Februar 2014 ist die Aktie im Sommer 2015 wieder auf Höhe des Ausgabekurses gefallen.
Im Jahr 2013 machte Pandora einen Umsatz von 637 Millionen US-Dollar. Durch Werbung wurden etwa 521, durch Abo-Dienste 116 Millionen US-Dollar eingenommen. Insgesamt erwirtschaftete das Onlineradio jedoch weiterhin Verluste, die in diesem Jahr bei 40 Millionen lagen.
2015 übernahm Sirius XM 19 % der Aktienanteile für 480 Mio. US-Dollar. Am 24. September 2018 gaben beide Unternehmen bekannt, dass Sirius XM Pandora für 3,5 Mrd. US-Dollar komplett übernimmt.